# 쿵푸 프리즌
《쿵푸 프리즌》(영어: Big Stan)은 2007년에 개봉한 미국의 영화이다.

## 줄거리
스탠 민턴은 민디와 결혼한 부유한 사기꾼 부동산 업자이다. 어느 날, 그는 노인들의 저축을 사취한 혐의로 체포된다. 그의 변호사 맬은 페리 판사가 주재하는 재판에서 그를 변호한다. 배심원장은 유죄 평결을 읽고 선고는 다음 날 있을 예정이다.
스탠과 이야기하는 동안 맬은 페리 판사에게 뇌물을 주기를 거부한다. 그는 그런 종류의 법을 다루지 않으며, 스탠에게 길거리의 어떤 협잡꾼이라도 그를 위해 해줄 것이라고 말한다. 바깥 벤치 광고에 영감을 받은 스탠은 맬을 해고하고 선고를 위해 루 포퍼를 고용한다. 페리 판사는 스탠에게 벌레인 교정 시설에서 3년형을 선고하는 동시에, 스탠이 지적 장애 아동들에게 음악을 가르치기 위해 설립한 자선 단체를 재정비할 6개월의 시간을 준다.
자산이 동결되어 루의 조언대로 브라질로 영구 휴가를 갈 수 없게 된 스탠은 술에 취해 바이커 바를 방문하고, 그곳에서 전과자 바이커에게 교도소 강간에 대한 두려움을 주입받아 민디와의 결혼 생활이 위태로워진다. 조 마스터가 운영하는 도장에서 자기 방어를 배우는 데 실패한 스탠은 미스터리한 구루인 '더 마스터'에게 접근하고, 그는 스탠을 무술 전문가로 변모시키는 데 도움을 준다. 스탠은 모든 훈련을 통과하고 조 마스터를 능가한다. 루가 오크스버그 교정 시설로 재배치되었다고 말하자, 스탠은 마스터와 루가 배웅하는 가운데 교도소 수감 절차를 밟는다. 루는 민디와 그녀의 변호사로부터 이혼에 대한 아무 소식도 듣지 못했다. 눈물을 흘리는 민디는 멀리서 지켜본다.
수감 생활 중 스탠은 파트너를 살해한 죄로 종신형을 살고 있는 래리라는 이름의 노인 수감자와 친구가 된다. 스탠은 또한 불라드라는 이름의 동정적인 교도관을 만나고 교도소 내부의 파벌과 갱 활동에 대해 더 많이 알게 된다. 그런 다음 그는 새로운 기술을 사용하여 빅 레이몬드와 같은 동료 수감자들을 위협하여 서로 해치지 못하게 함으로써 교도소 마당에 평화와 조화를 가져온다. 이로써 오크스버그에는 평화가 회복되고 스탠은 그들의 존경을 얻으며 결국 그들의 리더가 된다.
그러나 부패한 교도소장 개스크는 폭동으로 교도소를 폐쇄하고 재산을 매각할 계획을 가지고 있다. 스탠은 마스터의 또 다른 학생인 댕을 만나면서 개스크를 부동산 문제로 돕고 조기 가석방을 얻는다. 그러나 그의 평화 조성 노력은 개스크 소장의 폭동 계획을 위협하고, 그는 폭력을 다시 일으키도록 설득된다.
마지막 순간에 양심의 가책을 느낀 그는 가석방 심리를 고의로 망쳐서 서둘러 돌아오고, 댕을 물리치고, 동료 수감자들의 죽음을 막으려 하지만, 그의 평화 메시지가 통했고 죄수들이 싸우는 대신 춤을 추고 있음을 발견한다. 개스크 소장은 경비병들에게 춤추는 사람들에게 발포하라고 명령한다. 그들이 거부하자, 그는 이사회 앞에서 총을 움켜쥐고 터무니없이 발포한다. 개스크 소장은 스탠을 쏘려 하지만, 몰래 들어온 민디와 마스터에 의해 저지된다. 스탠은 이전에 그들이 불륜을 저지르고 있다고 생각했던 독방에서 마스터가 민디를 훈련시켰다는 사실에 놀란다.
3년 후, 스탠은 교도소에서의 마지막 날을 맞는다. 불라드가 새 소장으로 취임했으며, 그는 배심원과 잠자리를 가졌다가 체포될 것을 예견한 후 변호사 자격을 박탈당한 새 입소자 루를 수감자들이 환영하게 한다. "강간 금지" 법은 여전히 유효하다. 개스크는 불법 활동으로 체포된 후 새 수감자가 되고, 빅 레이몬드는 그를 위협하여 스탠에게 작별 인사를 하라고 한다. 스탠은 교도소 밖에서 아내, 어린 딸 민디 주니어, 그리고 민디 주니어의 보모가 된 마스터를 만난다. 스탠은 마스터에게 딸 앞에서 담배를 피우지 말라고 말한다. 행복하게 그들은 마스터가 시청자에게 윙크하며 석양 속으로 차를 몰고 떠난다.

## 한국판 성우진(KBS) (2007년 11월 24일)
- 김일 - 스탠(롭 슈나이더)
- 이완호 - 사부(데이비드 캐러딘)
- 차명화 - 민디(제니퍼 모리슨)
- 김규식 - 교도소장(스콧 윌슨)
- 황원 - 루(M. 에멧 월시)
- 김창주 - 차리(헨리 깁슨)
- 장승길 - 클레온(버디 루이스)
- 김영진 - 레이먼드(밥 샵)
- 원호섭 - 불록(케빈 게이지)
- 류다무현 - 후아니토(피터 마크 바스케즈)
- 안용욱 - 로비(잭슨 래스본)
- 변현우 - 패터슨(살바토르 수에렙)
- 임주현 - 포먼(샐리 커크랜드)
- 김대중 - 당(츠요시 아베)